# ボニー・タイラー
ボニー・タイラー（Bonnie Tyler、1951年6月8日 - ）は、ウェールズの女性歌手。本名はゲイナー・ホプキンス（Gaynor Hopkins）。個性的なハスキーボイスで知られ、主なヒット曲に「愛は哀しくて」「愛のかげり」「ヒーロー」などがある。

## 略歴

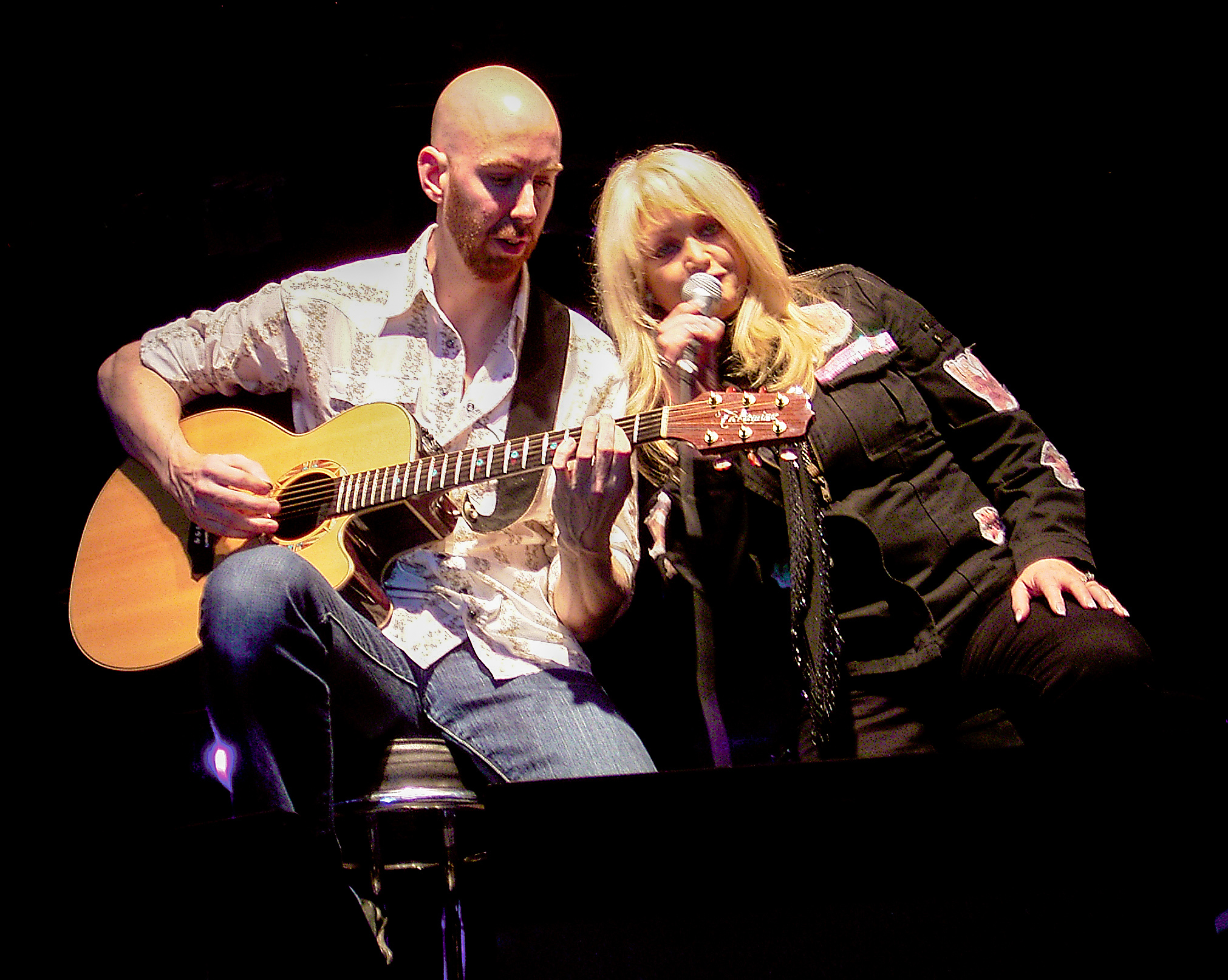
ボニー・タイラー（右）。2006年5月撮影

労働者層の6人兄弟の家庭に育つ。父は鉱山労働者で、子供たちはオペラ好きの母から音楽の影響を受ける。ジャニス・ジョプリンやティナ・ターナーに感化され、10代の頃に "Bobby Wayne and the Dixies" というグループで歌い、その後 "Imagination" というバンドを結成する。約10年間、「ボニー・タイラー」とは別の名前で、サウスウェールズ各地のパブやナイトクラブで活動する。
1975年に最初のシングル"My My Honeycomb"を RCAレコードから発表するが、チャートに上ることはなかった。2枚目のシングル「パリに消えた恋」は風変わりな曲で、紙の上では無意味な言葉が歌の中では外見上はどれぐらい豊かな意味を持つことができるか実証しようとしていた。この曲では彼女のパワフルな歌声の可能性が発揮され、英国のポップ・チャートのトップ10に入った。
「パリに消えた恋」がヒットしたタイラーは、1977年に最初のアルバムThe World Starts Tonight を出す。売上はそこそこでしかなかったが、彼女は「ヨーロッパ中でツアーを行なうには充分だった」と語っている。このアルバムのリリースに先立って、タイラーは声帯にできたポリープを切除する手術を受けたのだが、医者に止められていたにもかかわらず、完治する前に声を出してしまったために、彼女の歌声はかすれてしまう。これで歌手としての経歴は終わると最初は思っていたが、1978年の次のシングル「愛は哀しくて」でスターとなる。この曲は6ヶ国で1位となり、UKでは最高4位、USポップチャートでは3位、USカントリーチャートでは10位になった。
1982年にCBSレコードへ移籍する。アルバム『スピード・オブ・ナイト』は大ヒットし、ジム・スタインマン作のシングル「愛のかげり」は4週連続1位を記録した。『スピード・オブ・ナイト』はUKアルバムチャートで初登場1位となり、これは女性アーティストとしては初の達成で、ギネスブックに認定されている。1983年度のグラミー賞では最優秀女性ポップボーカルパフォーマンスに「愛のかげり」がノミネートされ、アルバムもグラミー賞最優秀女性ロックボーカルパフォーマンスにノミネートされた。
翌1984年には"Here She Comes"でグラミー賞最優秀女性ロックボーカリストにノミネートされる。この曲は、映画『メトロポリス』を1984年に再編集したサウンドトラックからの一曲である。同じく1984年の映画『フットルース』のサウンドトラックからのシングル「ヒーロー」は、U.S. Hot 100 の 34位に入る。U.S. Top-40 に入るのは3度目だが、これが最後である。「ヒーロー」は映画『ショート・サーキット2』やゲーム『Saints Row: The Third』にも使用されている。続けてアルバム『秘めた想い』と『ハイド・ユア・ハート』を発表するが、以前のようなヒットにはならなかった。
1991年に、タイラーはアルバム『ビターブルー』をリリースする。このアルバムはノルウェーではクワドラプル・プラチナ、オーストラリアではプラチナ、ドイツ、スイス、スウェーデン、その他の国々ではゴールドを獲得。続く1992年のアルバム『エンジェル・ハート』でも、『ビターブルー』と同様にゴールドやプラチナを獲得した。1993年にリリースされた『シルエット・イン・レッド』で、タイラーはエコー賞の最優秀国際女性ボーカリストを受賞する。その後も彼女のライブは多数のファンを引き寄せ続けたが、若いフランス人の歌手 Kareen Antonn がデュエットのレコーディングを持ちかけるまで、レコーディングは芳しくなかった。そのデュエットは2004年1月に "Si Demain" （「愛のかげり」のフランス語バージョン）としてリリースされ、フランス、ベルギー、ポーランドで1位を達成し、世界中で200万枚の売上を記録した。
2005年には、バーミンガムで開催された "Jasper Carrott's Rock With Laughter" に参加し、Bill Bailey や Jasper Carrott や Lenny Henry や Bobby Davro や Lord of the Dance の一団らと共演した。
2006年9月にはアメリカのテレビに久々に出演し、Celebrity Duets でルーシー・ローレスと「愛のかげり」をデュエットした。
2013年にはユーロビジョン・ソング・コンテスト2013にイギリス代表として出場し、"Believe In Me"を歌った。

## ディスコグラフィ
主なアルバムのみ掲載。より詳しくは Bonnie Tyler discography を参照。
- Faster Than The Speed Of Night （スピード・オヴ・ナイト） 1983年
  1. "Have You Ever Seen the Rain?" 4:08 （雨を見たかい）
  2. "Faster Than the Speed of Night" 6:45 （スピード・オヴ・ナイト）
  3. "Getting So Excited" 3:31 （ゲッティング・ソー・エクサイテッド）
  4. "Total Eclipse of the Heart" 6:58 （愛のかげり）
  5. "It's a Jungle Out There" 4:38 （ジャングル・アウト・ゼアー）
  6. "Going Through the Motions" 4:08 （ゴーイング・スルー・ザ・モーション）
  7. "Tears" 3:50 （ティアーズ）
  8. "Take Me Back" 5:21 （テイク・ミー・バック）
  9. "Straight from the Heart" 3:42 （フロム・ザ・ハート）

- Secret Dreams and Forbidden Fire （秘めた想い） 1986年
  1. "Ravishing" 6:24 （ラヴィシング）
  2. "If You Were a Woman (And I Was a Man)" 5:16 （イフ・ユー・ワー・ア・ウーマン（男と女の物語））
  3. "Loving You's a Dirty Job but Somebody's Gotta Do It" 7:48 （愛はダーティ・ジョブ）
  4. "No Way to Treat a Lady" 5:18 （ノー・ウェイ）
  5. "Band of Gold" 5:51 （バンド・オブ・ゴールド）
  6. "Rebel Without a Clue" 8:36 （反逆児）
  7. "Lovers Again" 4:32 （ラヴァーズ・アゲイン）
  8. "Before This Night Is Through" 5:21 （ビフォア・ジス・ナイト・イズ・スルー）
  9. "Holding Out for a Hero" 5:49 （ヒーロー）

- Silhouette In Red （シルエット・イン・レッド） 1993年
  1. "Sally Comes Around" 3:38 （サリー・カムズ・アラウンド）
  2. "Fire In My Soul" 4:35 （ファイア・イン・マイ・ソウル）
  3. "Stay" 4:02 （ステイ）
  4. "Send Me The Pillow" 3:31 （センド・ミー・ザ・ピロー）
  5. "From The Bottom Of My Lonely Heart" 3:32 （ロンリー・ハート）
  6. "Silhoutte In Red" 3:57 （シルエット・イン・レッド）
  7. "I Climb Every Mountain" 3:33 （エヴリ・マウンテン）
  8. "Bad Dreadms" 3:45 （バッド・ドリームス）
  9. "James Dean" 3:11 （ジェームス・ディーン）
  10. "Clouds In My Coffee" 3:19 （クラウズ・イン・マイ・コーヒー）
  11. "Years May Come" 3:49 （イヤーズ・メイ・カム）
  12. "Cryin' A Little" 3:35 （クライン・ア・リトル）
  13. "You Are So Beautiful" 2:19 （ソー・ビューティフル）
  14. "Before We Get Any Closer" 4:07 （ビフォー・ウィ・ゲット・エニィ・クローサー）
  15. "You Won't See Me Cry" 2:45 （ユー・ウォント・シー・ミー・クライ）

- Free Spirit （フリー・スピリット） 1995年
  1. "Nothing To Do With Love" 4:53 （ナッシング・トゥ・ドゥ・ウィズ・ラヴ）
  2. "You're The One" 3:59 （ユーアー・ザ・ワン）
  3. "Making Love (Out of Nothing At All)" 7:47 （渚の誓い）
  4. "Given It All" 5:44 （ギヴン・イット・オール）
  5. "What You Got" 5:32 （ホワット・ユー・ゴット）
  6. "Bridge Over Troubled Water" 4:59 （明日に架ける橋）
  7. "Time Mends a Broken Heart" 3:30 （タイム・メンズ・ア・ブロークン・ハート）
  8. "Driving Me Wild" 5:12 （ドライヴィング・ミー・ワイルド）
  9. "Sexual Device" 4:10 （セクシュアル・デヴァイス）
  10. "Make It Right Tonight" 5:43 （メイク・イット・ライト・トゥナイト）
  11. "All Night To Know You" 5:40 （オール・ナイト・トゥ・ノゥ・ユー）
  12. "Foreget Her" 4:13 （フォゲット・ハー）
  13. "Two Out Of Three Ain't Bad" 8:40 （66%の誘惑）
  14. "Sexual Device (The Vari Mix)" 5:00 （セクシュアル・デヴァイス）

- Greatest Hits （グレイテスト・ヒッツ） 1989年 
  1. "Total Eclipse of the Heart" 4:30 （愛のかげり）
  2. "Holding Out for a Hero" 4:24 （ヒーロー）
  3. "(The World is Full of) Married Men" 3:49 （素敵なマリッド・メン）
  4. "A Rockin' Good Way (To Mess Around And Fall in Love)" 2:52 （ロッキン・グッド・ウェイ）
  5. "Here She Comes" 3:42 （ヒア・シー・カムズ）
  6. "Band of Gold" 3:47 （バンド・オブ・ゴールド）
  7. "Faster Than the Speed of Night" 4:42 （スピード・オブ・ナイト）
  8. "Lovers Again" 4:15 （ラヴァーズ・アゲイン）
  9. "Lost in France" 3:54 （パリに消えた恋）
  10. "It's a Heartache" 3:30 （愛は哀しくて）
  11. "Getting So Excited" 3:31 （ゲッティング・ソー・エキサイテッド）
  12. "Have You Ever Seen the Rain?" ?:?? （雨を見たかい）
  13. "I Believe in Your Sweet Love" 3:43 （あなたに夢中）
  14. "If I Sing You a Love Song" 4:46 （あなたへの愛の歌）
  15. "More Than a Lover" 4:14 （モア・ザン・ア・ラヴァー）
  16. "Straight From The Heart" 3:43 （フロム・ザ・ハート）